# Кугель, Викентий Матвеевич
Кугель Викентий Матвеевич (1885—1953) — фотограф и архитектор, дед Натальи Кугель.

## Биография
Винсент Матеушевич Кугелис родился 6 августа 1885 года вблизи Риги. Учился в строительной академии в Санкт-Петербурге и после её окончания переехал в Одессу. В 1912 году проживал в Одессе по улице Манежная, 24.
Около 1913 года Викентий становится членом Одесского фотографического сообщества. В это время Кугель влюбляется в фотографирование и начинает делать репортажную, документальную и стрит-съемку. В течение своей жизни он создал более 2500 уникальных фотографий, которые запечатывали жизнь Одессы.
В 1920-х годах работал в строительной организации «Пай-строй».
Во время Второй мировой войны проживал в оккупации, но фотографии этого периода утрачены.
Похоронен на Втором христианском кладбище в г. Одесса. Могила восстановлена.

## Творчество
Творчество Кугеля отличается от творчества других фотографов своего времени тем, что он сумел прибегнуть к тонкостям городской жизни, которая оживает на фотопластинах. Он является пионером стрит-фотографии, передавая изменения в Одессе на протяжении полувека через объектив своей камеры. Его снимки пронизаны любовью к семье, городу и его профессиональному делу. Кугель стремился зафиксировать, осмыслить и запечатлеть мир вокруг себя. Его творческий подход поражает своей документальностью, а фотографии разных эпох отличаются значительным контрастом между ними.

## Семья
Варвара Диомидовна Гильденбаум (17.12.1888—23.01.1964) — жена.
Аркадий Викентьевич Кугель (02.08.1916—1999) — сын.
Наталья Аркадьевна Кугель — внучка.

## Память
В 2017 году Анной Голубовской и Александром Якимчуком был найден его архив. В 2021 году благодаря стараниям одесского мецената Юрия Маслова, была издана книга «Взгляд фотографа», иллюстрирующая жизнь Одессы 1913—1953 годов через взгляд Викентия Кугеля.